# Андре Феліб'єн
Андре Феліб'єн (травень 1619, Шартр— 11 червня 1695) — французький мистецтвознавець, офіційний придворний історик короля Людовика XIV.

## Біографія
Феліб'єн народився в 1619 році у Шартрі. У чотирнадцять років він поїхав до Парижа навчатися. У травні 1647 року його відправили до Рима на посаду секретаря в посольстві маркіза де Фонтене-Марей. Феліб'єн старанно вивчав стародавні пам'ятки, освоював скарби бібліотек і культивував знайомства з видатними людьми в літературі та мистецтві. Його другом був Нікола Пуссен, під керівництвом якого він намагався писати, і біографію якого згодом написав.
Повернувшись до Франції, Феліб'єн почав розробляти нотатки для восьми томів Бесід, які зрештою опублікував. Він одружився й оселився в Парижі. Фуке і Кольбер визнали його здібності.
Феліб'єн поміж службових обов'язків знаходив час для вивчення та дослідження літературних творів. Він написав низку власних праць. Серед них найкращим і найбільш відомим є багатотомне видання Андре «Бесіди про життя і творчість найкращих живописців, давніх і сучасних», яке він написав під враженням від книги Джорджо Вазарі «Життя найвидатніших художників, скульпторів та архітекторів».
Помер у Парижі 1695 року.

## Родина
Його син, Жан Франсуа Феліб'єн (бл. 1658—1733), був архітектором, який залишив низку робіт; а молодший син, Мішель Феліб'єн (бл. 1666—1719), був монахом-бенедиктинцем Сен-Жермен-де-Пре, слава якого спирається на історію абатства Сен-Дені, 1706 року написав твір, незамінний для паризького студента. Мішель розпочав писали детальну історію Парижа, та встиг лише написати проєкт і розпочати роботу, яку закінчив Лобіно (1755).

## Кар'єра
Феліб'єн був одним з перших членів (1663) Академії красного письменства. За три роки Кольбер призначив його придворним істориком короля, його завданням було примножувати славу короля. 1671 року його було призначено секретарем нещодавно заснованої Академії королівської архітектури, де він читав лекції, а в 1673 році став хранителем кабінету старожитностей у палаці Бріон. Згодом Лувуа до тих повноважень додав обов'язки заступника генерального контролера доріг та мостів.

## Творчість
Феліб'єн здійснив переклад роботи Франческо Барберіні «Житіє Пія V». Найбільше слави йому принесли багаторічні дослідження життя і творчості митців, результатом яких стала багатотомна робота «Бесіди про життя і творчість найкращих живописців, давніх і сучасних».
Мистецтвознавець описав Версаль, абатство Ла-Трап, картини і статуї королівських резиденцій.
Серед інших літературних творів він редагував конференції Академічного королівського мистецтва та скульптури та переклав Замок душі з іспанської, твір Сент-Терези. Його особиста творчість заслуговує найвищої пошани, життя його було узгоджене з життєвим гаслом «Робіть добре і кажіть правду». Феліб'єн також кодифікував естетичні цінності класичного мистецтва. Андре Феліб'єн і Роже де Пілес «були і є найвідомішими письменниками з образотворчого мистецтва у Франції XVII століття».
Нариси Феліб'єна встановили дисципліну мистецької критики на обґрунтованих логічних підвалинах, які Феліб'єн найбільш послідовно виклав у своїх "Принципах «архітектури», «Де ла скульптура», «Де ла Пеінтюр» тощо. (1676—1690). Бесіди також слугували меті просування репутації французьких художників, іноді за рахунок художників інших національностей.
Щоденники Феліб'єна зберігаються в публічній бібліотеці його рідного міста Шартр.

### Бесіди про життя і творчість найкращих живописців
Багатотомне видання Андре Феліб'єна вийшло у 1696 році у видавництві Дениса Марієтта «під заступництвом його величності». Зберігається в фонді Некрасовки, починається з передмови-посвяти маркізу Жану-Батісту Антуану Кольберу (1651—1690), старшому сина покровителя Феліб'єна, Жана-Батіста Кольбера-старшого. Він описав у своєму творі «Бесіди про життя і творчість найкращих живописців, давніх і сучасних» історію мистецтва — з античних часів до другої половини XVI століття. Композиційно трактат складається з десяти бесід — життєписів видатних живописців з перерахуванням їхніх художніх досягнень. Феліб'єн доповнює вимоги класицизму міркуваннями про важливість композиції як духовне начало, здатної облагородити природу, про переважне значення малюнка над колоритом, про експресію як душу живопису. Він аргументує на користь розробленої в Академії ієрархії жанрів, починаючи з найвищих, алегоричної і історичної картини, і закінчуючи нижчими — пейзажем та живописом квітів і фруктів. Закріплення жанрової ієрархії, систематизація емоцій і рухів, викладена в працях мистецтвознавця сприяли фіксації формальних принципів класицизму в живописі.